# 메로베우스 2세
메로베치(Merovech, ? - 577년?)는 프랑크 왕국 네우스트리아 분국의 영주 힐페리히 1세와 서고트의 왕녀 갈스빈타의 아들이었다. 일설에는 갈스빈타의 아들이 아니라 힐페리히 1세의 첫 부인이었던 아우도베라의 아들이라는 설도 있다.
모후 서고트의 갈스빈타가 노예 출신 힐페리히 1세의 첩이었던 프레데군다에게 암살되자, 네우스트리아를 떠나 아우스트라시아의 왕비로 이모이자 배다른 숙모가 되는 브룬힐트의 연고로 아우스트라시아의 왕 지게베르트 1세에게 몸을 의탁하였다.
575년 아우스트라시아의 왕 지게베르트 1세가 다시 프레데군다가 보낸 자객에 의해 암살되자, 이모이자 숙모인 브룬힐트는 그와 재혼하였고, 브룬힐트와 함께 아버지 힐페리히 1세에게 대항하였으나 패하고 도주하였다. 

## 같이 보기
- 힐페리히 1세
- 프레데군다
- 브룬힐트
- 지게베르트 1세
- 클로타르 2세